# Methley
Methley är en ort i distriktet Leeds, i grevskapet West Yorkshire, i England. Orten hade 1 195 invånare år 2021. Methley var en civil parish fram till 1937 när blev den en del av Rothwell och Castleford. Denna civil parish hade 4 607 invånare år 1931. Methley var ett distrikt från 1894 till 1937 då den blev en del av Rothwell och Castleford. Byn nämndes i Domedagsboken (Domesday Book) år 1086, och kallades då Medelai.